# Sitež
Sitež – wieś w Słowenii, w gminie Majšperk. W 2018 roku liczyła 48 mieszkańców.